# Parco nazionale della foresta bavarese
Il parco nazionale della foresta bavarese (in tedesco: Nationalpark Bayerischer Wald) è un parco nazionale nella foresta bavarese orientale immediatamente sul confine tedesco con la Repubblica Ceca.
Fu istituito il 7 ottobre 1970 come primo parco nazionale della Germania. Dopo l'espansione avvenuta il 1º agosto 1997, la sua superficie si estende per 24.250 ettari. Insieme alla confinante selva boema, la foresta bavarese forma la più grande area contigua coperta da foreste nell'Europa centrale.

## Descrizione

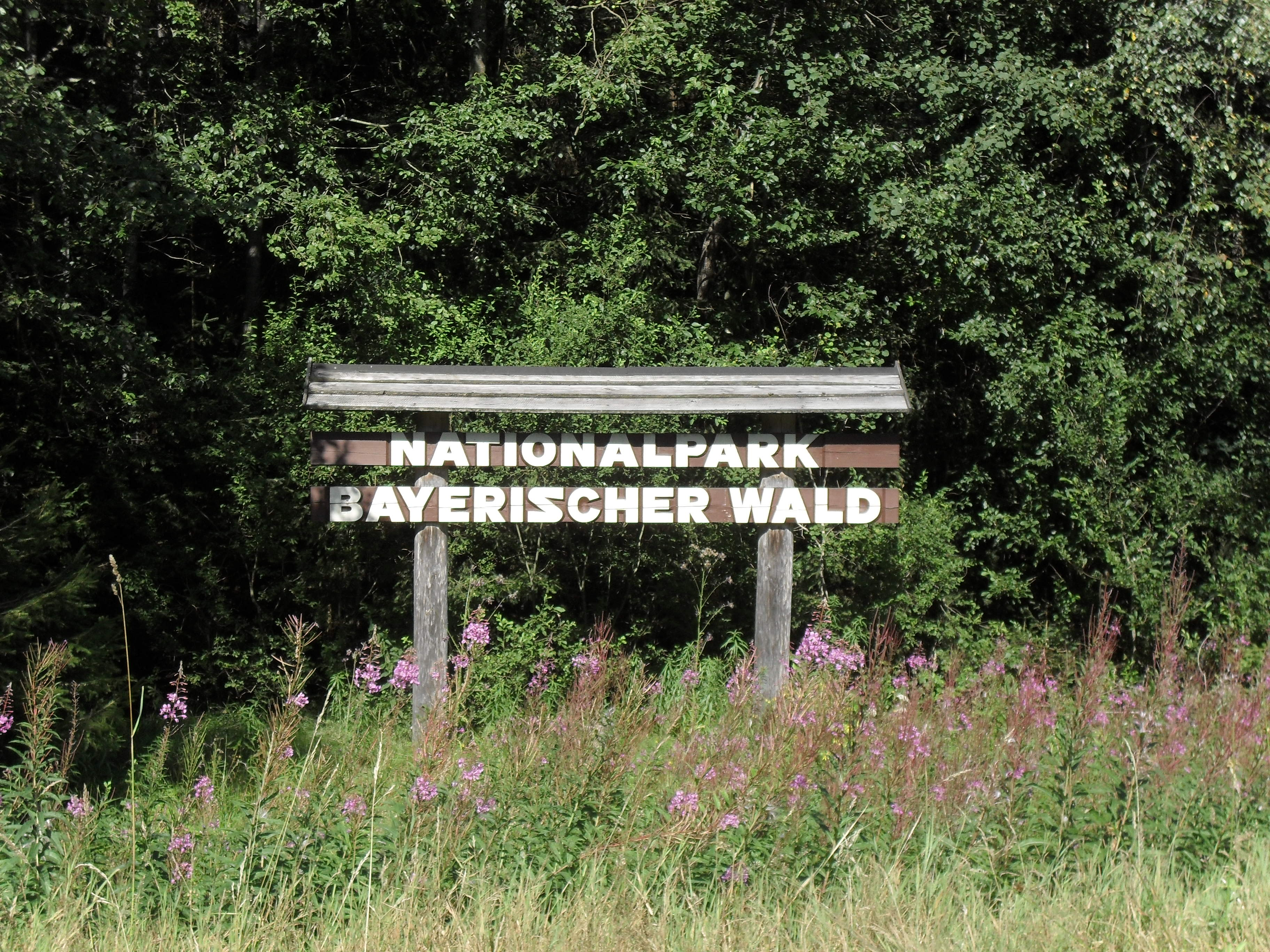
Cartello d'ingresso al parco nazionale della foresta bavarese

Sono particolarmente protette le foreste dominate dagli abeti rossi, insieme alle foreste montuose ricoperte di abeti bianchi, faggi e altre conifere del genere Picea, oltre a marcite nelle valli. Anche se rimangono alcuni resti di un'antica foresta, la zona del parco nazionale è ancora fortemente influenzata dall'industria forestale. Poiché la natura è ora lasciata a prendere di nuovo il suo corso, non vi è alcun intervento umano quando ci sono eventi catastrofici su larga scala, come nel caso di infestazione da coleottero del pino mugo (Dendroctonus ponderosae). Ciò ha portato nel 1990 alla morte di una parte delle foreste di alta quota e ha innescato discussioni controverse tra i residenti del Parco Nazionale, che hanno evidenziato atteggiamenti differenti verso l'ambiente. Come risultato di compromesso, il coleottero viene ora combattuto nella zona buffer.
Le più importanti vette del parco nazionale sono il Großer Falkenstein (1.305 metri), il Lusen (1.373 m) e il Großer Rachel (1.453 m). In aggiunta alle foreste, ci sono anche numerosi ed ecologicamente importanti stagneti (Hochmoore) con laghi di palude come il Latschensee ed ex torbiere, il cosiddetto Schachten, che si sono diffuse ulteriormente sul lato ceco della frontiera nella foresta boema.
Con oltre 700.000 visitatori l'anno, il parco nazionale costituisce un importante fattore economico nella regione economicamente sottosviluppata della foresta bavarese.

## Geografia
Il Parco Nazionale corre lungo il crinale principale della Foresta Bavarese dal Großer Falkenstein (1.305 m), nel nord-ovest oltre il Großer Rachel (1.453 m) al Lusen (1.373 m) nel sud-est.
Secondo la classificazione delle principali regioni naturali della Germania fa parte della Foresta Bavarese posteriore (Hinterer Bayerischer Wald) nella foresta alto-palatina-bavarese.
Dall'altra parte del confine con la Repubblica Ceca, il Parco Nazionale della Foresta Bavarese è delimitato dal parco nazionale della Selva boema che ha una superficie di 68.064 ettari.
Il parco nazionale è situato nella parte orientale della Baviera, nei circondari di Regen e Freyung-Grafenau lungo il confine con la Repubblica Ceca. Ha una superficie di 24.250 ettari di foresta che include la bassa catena montuosa della foresta bavarese. Confina con i comuni di (da nord a sud): Bayerisch Eisenstein, Zwiesel, Lindberg, Frauenau, Spiegelau, Sankt Oswald-Riedlhütte, Neuschönau, Hohenau e Mauth. Parti del parco nazionale sono situate sul territorio delle rispettive comunità, altre parti invece ricadono in zone disabitate.
Ci sono molte enclaves nel parco nazionale, specialmente lungo i suoi bordi:
- Zwieslerwaldhaus ai piedi del Großer Falkenstein appartiene al comune di Lindberg.
- Schleicher e Kreuzstraßl appartengono a Lindberg.
- Neuhütte e Jägerfleck in Spiegelau
- Guglöd, appartiene a St. Oswald-Riedlhütte
- Waldhäuser sul Lusen, è parte di Neuschönau, la più grande enclave nel parco nazionale
- Altschönau, è parte di Neuschönau.
- Sagwasser-Säge e Weidhütte formano un'enclave congiunta funzionale appartenente a Hohenau e che è unito al resto del paese, ma è possibile accedere solo su una strada che passa attraverso il parco nazionale.
- Glashütte è parte di Hohenau.

Inoltre, ci sono diverse altre enclavi che comprendono solo uno o pochi piccoli appezzamenti. Queste numerose enclavi, specialmente nel Altgebiet rendono il confine molto lungo lì, e la zona cuscinetto, in cui è consentito il controllo di corteccia coleottero, si estende lontano verso l'interno del parco.

## Filmografia
- von Robert Anzeneder, Jens-Uwe Heins, Nationalpark Bayerischer Wald, Grünwald, Komplett-Media-GmbH, 1987. URL consultato il 23 novembre 2015 (archiviato dall'url originale il 30 settembre 2007).
- Natur erleben im Nationalpark Bayerischer Wald.